# دانيس (باد كاليه)
دانيس، باد كاليه (بالفرنسية: Dannes)‏ هي بلدية تقع في إقليم باد كاليه من منطقة نور با دو كاليه في شمال فرنسا. تبلغ مساحة هذه المدينة 10.23 (كم²)، وترتفع عن سطح البحر 30 م، يبلغ عدد سكانها 1258 نسمة حسب إحصاء المعهد الوطني للإحصاء والدراسات الاقتصادية سنة 2009 م. وترأس Patrice Quételard البلدية خلال فترة (2008-2014).